# Avro Vulcan
Avro Vulcan ((engelsk): "Vulcanus") var et jetdrevet bombefly, som under den kolde krig kunne fremføre britiske kernevåben.
Vulcan havde en besætning på fem personer bestående af to piloter, en navigatør (Navigator Plotter), en bombekaster (Navigator Radar) samt en AEO (Air Electronics Operator), ansvarlig for elektronisk krigsførelse med fx halemonteret radar, chaff og flares. AEO var også radiotelegrafist og skulle i tilfælde af firedobbelt motorstop udfælde en ram air turbine. Kun piloterne havde katapultsæder, meningen var, at piloterne i en nødsituation skulle holde flyet på ret køl, mens resten af besætningen sprang ud i faldskærm - og så selv lade sig skyde ud af flyet i sidste øjeblik.

## Historie
Flyets udvikling begyndte i 1947 under ledelse af Roy Chadwick, og de første fly ankom til eskadrillerne i 1956. Det britiske luftfartsministerium ønskede et bombefly med en tophastighed på 930 km/t, en operativ højde på op til 15.000 m, en rækkevidde på 5500 km og mulighed for at bære en bombelast på 4500 kg.
Trioen af bombefly kaldet "V-force"; Avro Vulcan, Vickers Valiant og Handley Page Victor supplerede hinanden, så alle tre blev indkøbt. I alt blev der fremstillet 136 Vulcan-fly.
Under Falklandskrigen i 1982 kom flyet i krig for første gang i Operation Black Buck, dog uden kernevåben.
| Luftfart | Spire Denne artikel om flyvning er en spire som bør udbygges. Du er velkommen til at hjælpe Wikipedia ved at udvide den. |

Oversat fra svensk Wikipedia.